# Sonate pour piano no 5 de Beethoven
Pour les articles homonymes, voir Sonate pour piano (homonymie).
La Sonate pour piano no 5 en do mineur, opus 10 no 1, de Ludwig van Beethoven, fut composée en 1797, publiée en 1798 et dédiée à la comtesse Anna Margarete von Browne.
Dans la tonalité de do mineur la Sonate no 5 annonçait la Pathétique et surtout la Cinquième Symphonie. La critique l'accueillit avec une faveur nuancée : « Il n'y a pas beaucoup d'artistes auxquels on puisse dire : « Épargne tes trésors et uses-en avec ménagement »… C'est donc moins un blâme qu'un éloge qui comporte sa critique ».

### Allegro molto e con brio

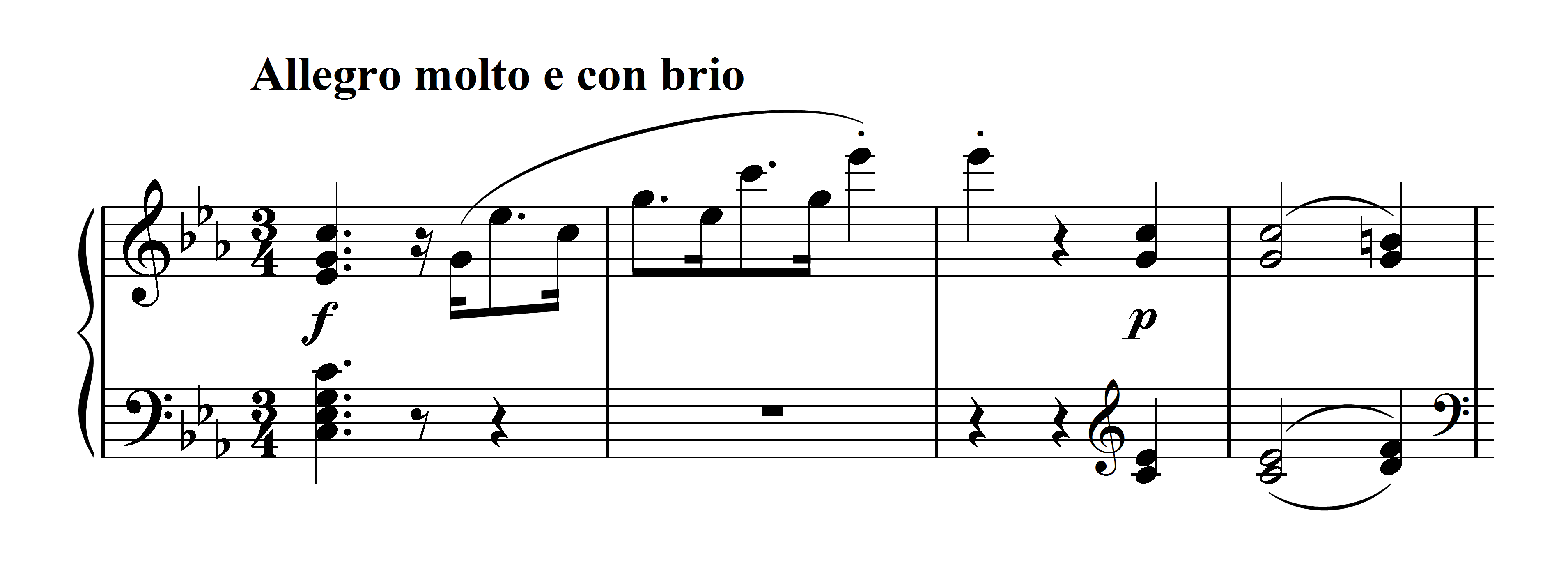
Début du premier mouvement